# 임웅순
임웅순(任雄淳, 1964년 12월 22일~)은 대한민국의 외교관으로, 현재 국가안보실 제2차장으로 재임 중이다.

## 경력
1964년 대전 출생으로, 연세대학교에서 경제학 학사·석사 학위를 취득하였다. 이후 1988년 제22회 외무고시에 합격, 외무부에 입부하였다. 주요 경력으로는 주오스트리아 대사관 2등서기관, 주미 대사관 1등서기관, 주이탈리아 대사관 참사관, 주불 대사관 공사, 주미 대사관 공사, 주스페인 대사관 공사, 북핵외교기획부단장, 주뉴욕 부총영사, 주캐나다 대사 등이 있다. 주불 대사관 공사로 재직 당시 제18대 대통령 선거 기간, 헌정 사상 처음으로 재외국민 대선 투표가 열려 프랑스 현지에서 투표에 참여하기도 하였다.
2022년 11월, 메리 사이먼 캐나다 총독에게 신임장을 제정, 2022년부터 주캐나다대사를 역임하였다. 이 기간 이재명 대통령의 제51회 G7 정상회의 참석을 준비하는 작업을 현지에서 진행하였다. 이후 2025년 6월 15일, 국가안보실 제2차장에 임명되었다. 강훈식 대통령실 비서실장은 임 차장에 대해 풍부한 대미외교 경험이 있다고 소개하였다.